# Hidden (Welshe televisieserie)
Hidden (Welsh: Craith) is een Welshe televisieserie, bedacht door Mark Andrew en Ed Talfan. Het werd aanvankelijk uitgezonden in het Welsh op de Welshtalige zender S4C onder de Welshe naam Craith.

## Overzicht
Hoofdrolspeelster Sian Reese-Williams merkte op dat de serie meer een 'persoonlijk drama' was dan een misdaadserie, vanwege de vele menselijke verhalen die erbij betrokken waren, waaronder die van de slachtoffers, de families van de slachtoffers en de criminele hoofdpersoon. Het format concentreert zich op 'waarom' in plaats van 'wie' de misdaad heeft gepleegd.

## Rolverdeling

### Hoofdrollen
- Sian Reese-Williams als Detective Inspector (later Detective Chief Inspector) Cadi John, een voormalige soldaat
- Siôn Alun Davies als detective sergeant Owen Vaughan, een lokale jongen die opgroeide in een moeilijke woonwijk in Caernarfon
- Nia Roberts als Dr. Elin Jones, Cadi's oudere zus, een ziekenhuisarts
- Lois Meleri-Jones als Lowri Driscoll, een wijkverpleegkundige (hoofdpersoon, serie 1; gast, seizoen 2)
- Rhodri Meilir als Dylan Harris, een arbeider (Serie 1)
- Gillian Elisa als Iona Harris, Dylans moeder (Seizoen 1)
- Gwyneth Keyworth als Megan Ruddock, een eerstejaars psychologiestudent aan de Bangor University (Serie 1)
- Ian Saynor als Huw John, Cadi's terminaal zieke vader, een gepensioneerde detective superintendent (Serie 1)
- Owen Arwyn als Alun Pryce, vader van Mali Pryce (Series 1)
- Greta James als Mali Pryce (Seizoen 1)
- Annes Elwy als Mia Owen, schoolmeisje (Seizoen 2)
- Steffan Cennydd als Connor Pritchard, schooljongen (Seizoen 2)
- Lisa Victoria als Catrin Pritchard, Connor's moeder (Seizoen 2)
- Siôn Eifion als Lee Williams, een neef van Mia (Seizoen 2)
- Bryn Fôn als Hefin Mathews, eigenaar van een landelijke garage en benzinestation (Serie 2)
- Lois Elenid als Beca Mathews, de dochter van Hefin (Seizoen 2)
- Owain Gwynn als Siôn Wells, de huurder van Hefin tegenover de garage (Serie 2)
- Justin Melluish als Glyn Thomas, een duivenmelker met het syndroom van Down (Serie 3)
- Sion Ifan als Siôn Thomas, Glyns jongere broer, een arbeider (Seizoen 3)
- Elen Rhys als Hannah Lewis, Glyn's werkgever en Siôns ex-vriendin (Serie 3)

### Terugkerende rollen
- Megan Llŷn als Bethan John, jongere zus van Cadi en Elin
- Victoria Pugh als Detective Superintendent Susan Lynn
- Lowri Izzard als politiecommissaris Mari James (Seizoen 1-2)
- Garmon Rhys als politiecommissaris Ryan Davies
- Sarah Tempest als Detective Constable Alys Mitchell
- Melangell Dolma als Sam Shepherd, Owens vriendin, een advocaat (Serie 1-2)
- Lara Catrin als Lea Pryce, jongere zus van Mali Pryce (Seizoen 1 en 3)
- Elodie Wilton als Nia Harris, Dylans tienjarige dochter (Seizoen 1)
- Rhodri Sion als Ieuan Rhys, een lokale drugsdealer en harde man in Llanberis (Serie 1)
- Mark Lewis Jones als Endaf Elwy, gevangen voor de moord op zijn nichtje, Anna Williams (Seizoen 1)
- Ioan Hefin als Matthew Heston, buurman van de familie Harris (Serie 1)
- Mali Ann Rees als Ffion, Megan's beste vriendin (Serie 1)
- Mali Tudno Jones als Dr Rachel West, de lokale patholoog, die Cadi's vriendin wordt (Serie 2-3)
- Ffion Dafis als Kelly Owen, Mia's moeder (Serie 2)
- Jac Jones als Liam Pritchard, Connor's jongere broer (Seizoen 2)
- Dyfrig Evans als Glyn Jones, Kelly's vriendje (Seizoen 2)
- Manon Prysor als Rhian Jenkins, vervreemde dochter van moordslachtoffer Geraint Elis (Seizoen 2)
- Gruffydd Owain Wyn Jones als Jason Williams, Lee's oudere broer (Seizoen 2)
- Mark Flanagan als Karl Lewis, een medewerker van een elektriciteitscentrale die Geraint Elis ooit beschuldigde van kindermisbruik (serie 2)
- Sion Pritchard als James Rhys, een voormalig jongerenwerker (Serie 2)
- Llion Williams als Ifan Jenkins, Rhian's controlerende echtgenoot (Serie 2)
- Nia Hâf als Lois Jones, Elin's tienerdochter (Seizoen 2)
- Gwawr Loader als Police Constable Gwawr Daniels (Serie 3)
- Rhodri Evan als pater Richard McEwan, de plaatselijke katholieke pastoor (serie 3)
- Dritan Kastrati als Piotr Korecki, een Poolse arbeider (Serie 3)
- Rhian Blythe als Siwan Williams, vrouw van Ifan Williams, een vermoorde boer (Serie 3)
- Lewsyn Blaidd Watts als Guto Williams, jonge zoon van Ifan en Siwan Williams (Series 3)
- Gwen Ellis als Mair Williams, moeder van Ifan Williams (Series 3)
- William Thomas als Dafydd O'Connell, voormalig boerenknecht op de Williams-boerderij (serie 3)

## Opnames en uitzendingen
De opnames vonden plaats in 2017 in Bangor en Snowdonia. De serie was het tweede project waaraan Andrew en Talfan samenwerkten, na Hinterland. Het werd voor het eerst uitgezonden als Craith, in het Welsh, op S4C op 7 januari 2018 en wekelijks uitgezonden. Een tweetalige versie van de serie werd in juni 2018 uitgezonden, voornamelijk in het Engels, op BBC One Wales en BBC Four onder de titel Hidden. 
Hidden werd vernieuwd voor een tweede serie in februari 2019, grotendeels in Blaenau Ffestiniog. Het werd voor het eerst uitgezonden op S4C op 17 november 2019.
In januari 2021 kondigde de BBC aan dat een derde serie later in het jaar zou worden uitgezonden, waarbij Sian Reese-Williams en Siôn Alun Davies terugkeerden in hun rollen van respectievelijk DCI Cadi John en DS Owen Vaughan. De serie bestaat uit zes afleveringen.

## Serie 1 (2018)
In het bos wordt een lichaam gevonden van een vrouw die later wordt geïdentificeerd als Mali Pryce, een getroebleerd meisje dat in 2011 vermist raakte. Detective-inspecteur Cadi Jones en Owen Vaughan leiden het onderzoek. Verwondingssporen op het lichaam wijzen erop dat Mali al die jaren door haar ontvoerder in de boeien was geslagen. Cadi vindt bewijs dat impliceert dat Mali mogelijk niet het enige slachtoffer was dat door de ontvoerder werd vastgehouden. Ondertussen wordt Dylan Harris, een arbeider, mishandeld en geslagen door zijn moeder Iona.

## Serie 2 (2019)
Blaenau Ffestiniog, negen maanden later. Een anoniem telefoontje leidt DCI Cadi John en DS Owen Vaughn naar het lijk van een oude man die al weken in zijn bad ligt te rotten. 
Cadi en Owen kijken naar de achtergrond van de dode man en ontdekken dat er redenen zijn achter zijn teruggetrokkenheid. Connor neemt Mia in vertrouwen over Geraint Ellis, en ze overtuigt hem ervan dat de oude man verdiende wat hem is overkomen. Hij voelt zich nog steeds geïsoleerd na zijn gevecht met Lee, totdat hij met tegenzin wordt overgehaald om naar een feest in de steengroeve te gaan. In het Engels en Welsh. De gemeenschap komt samen om te rouwen om het overlijden van Geraint Ellis, en Mia kan niet wegblijven. Die avond bezoeken zij en haar vrienden een oude ruïne met een duistere geschiedenis. Mia brengt Connor dichter bij haar.
Karl Lewis geeft tijdens de ondervraging door Cadi toe dat de beschuldigingen die hij tegen Ellis heeft ingediend vals waren. Cadi richt haar aandacht op Mia, wiens valse getuigenis leidde tot Karls arrestatie.
Cadi krijgt te horen dat er een lichaam is gevonden bij een afgelegen tankstation buiten Blaenau Ffestiniog. Ze vermoedt het ergste en vaardigt een arrestatiebevel uit voor Mia, maar alle pogingen om haar op te sporen mislukken.
Diep in de bergen gaat de zoektocht verder, voordat Cadi en Mia eindelijk oog in oog komen te staan - de jager en de opgejaagde. De trieste waarheid over de moorden begint aan het licht te komen, met twee onschuldige mensen gedood en drie jonge levens vernietigd.

## Serie 3 (2022)
Wanneer het lichaam van de lokale boer Ifan Williams wordt ontdekt in een afgelegen rivier in het midden van het platteland van Noord-Wales, worden DCI Cadi John en DS Owen Vaughan opgeroepen om het te onderzoeken. Cadi hoort van het gesprek tijdens het bijwonen van een interview voor de rol van DSI in Liverpool.
Cadi moet de waarheid toegeven aan Rachel over haar nieuwe baan. Vader McEwan brengt een bezoek aan Sion en Glyn, maar Sion is achterdochtig over zijn motieven.
DCI John en DS Vaughan verrichten een arrestatie onder dekking van duisternis en brengen Piotr Korecki binnen voor verhoor waar hij belastende CCTV-beelden te zien krijgt. Het interview eindigt in de vroege uren van de ochtend en Cadi, nog steeds wankelend van haar ruzie met Rachel, slaapt alleen op kantoor.
DCI John brengt samen met DS Vaughan nog een bezoek aan de boerderij. Ze spreken opnieuw met Mair die interessante informatie onthult. Na het bezoek vertelt Cadi aan Vaughan over de jobaanbieding in Liverpool. Vaughan is blij voor zijn vriend en collega – maar begint Cadi spijt te krijgen van haar beslissing?
Tragisch nieuws verspreidt zich door de gemeenschap. Cadi denkt te weten wie verantwoordelijk is voor de moorden en stuurt een expeditie-eenheid onder dekking van de duisternis. Maar zal ze op tijd zijn?
Cadi is in een race tegen de klok als ze probeert te voorkomen dat een nieuwe tragedie zich ontvouwt. De waarheid over de moorden begint naar boven te komen en de emoties lopen hoog op.

## Ontvangst
The Guardian vergeleek Hidden gunstig met het Zweedse Scandi-noir-drama The Bridge en beschreef het als een van de 'huidige krachtpatsers van wales-set drama's', met scènes in het Welsh om die zoete Scandinavische ondertitels hit te bieden. Het ging verder met te zeggen: Hidden is misschien wel de meest zelfverzekerde stijlvolle en gestileerde tot nu toe. Naast een prachtig gotische creditscène, bevat het knap broeierige landschappen, ongewone interieurlocaties die veel verder gaan dan de gebruikelijke saaie gangen / kantoren van politiedrama, en een onheilspellende, huidprikkelende soundtrack die vakkundig wordt gebruikt om het gevoel van angst te verhogen.